# Вельке Страціни
Вельке Страціни (словац. Veľké Straciny) — село, громада округу Вельки Кртіш, Банськобистрицький край, центральна Словаччина, регіон Новоград. Кадастрова площа громади — 6,28 км². Протікає Страцінський потік.
Населення 176 осіб (станом на 31 грудня 2017 року).

## Історія
Вельке Страціни вперше згадується в 1236 році.

## Населення
| Рік:            | 1994. | 2004.    | 2014.    | 2024.   |
| --------------- | ----- | -------- | -------- | ------- |
| Кількість осіб: | 172   | 153      | 175      | 173     |
| Різниця:        |       | -11,04 % | +14,37 % | -1,14 % |

| Рік:            | 2023. | 2024.   |
| --------------- | ----- | ------- |
| Кількість осіб: | 174   | 173     |
| Різниця:        |       | -0,57 % |